# 1865
| 1865                                                  |
| ----------------------------------------------------- |
| Dødsfald - Fødsler                                    |
| • Begivenheder • Litteratur • Musik • Politik • Sport |

| Gregoriansk kalender | 1865 MDCCCLXV           |
| Ab urbe condita      | 2618                    |
| Armensk kalender     | 1314 ԹՎ ՌՅԺԴ            |
| Kinesiske kalender   | 4561 – 4562 甲子 – 乙丑 |
| Etiopisk kalender    | 1857 – 1858             |
| Jødisk kalender      | 5625 – 5626             |
| Hindukalendere       |                         |
| - Vikram Samvat      | 1920 – 1921             |
| - Shaka Samvat       | 1787 – 1788             |
| - Kali Yuga          | 4966 – 4967             |
| Iransk kalender      | 1243 – 1244             |
| Islamisk kalender    | 1282 – 1283             |

Konge i Danmark: Christian 9. 1863-1906
Se også 1857 (tal)

## Begivenheder
- USA vedtager et tillæg til forfatningen, som afskaffer slaveriet

### April
- 9. april - i den Amerikanske borgerkrig kapitulerer Sydstaternes general Lee til Nordstaternes general Ulysses S. Grant ved Appomattox i Virginia, og borgerkrigen finder omsider sin ende
- 14. april - USA's præsident Abraham Lincoln bliver skudt i Ford's Theater i Washington D.C. og dør dagen efter
- 27. april - dampskibet SS Sultana eksploderer på floden Mississippi. 1.800 af de 2.428 ombordværende omkommer

### Maj
- 26. maj - den amerikanske borgerkrig ender, idet de sidste sydstatstropper under general Edmund Kirby Smith overgiver sig i Texas

### Juni
- 23. juni - den amerikanske borgerkrig afsluttes med brigadegeneral Stand Waties overgivelse til nordstaterne

### August
- 12. august - den britiske læge og videnskabsmand Joseph Lister gennemfører den første antiseptiske operation

### September
- 28. september - den første kvindelige doktor i England udnævnes

### Oktober
- 10. oktober - John Wesley Hyatt får patent på billardkuglen. Han vinder 10.000 dollars og er den første, der finder en afløser for elfenbenskuglerne, der hidtil havde været anvendt

### November
- 14. november - der indrykkes annonce i Bornholms Avis for at skaffe startkapital (60.000 rigsdaler) til Dampskibsselskabet af 1866, i dag Bornholmstrafikken

### December
- 18. december - Slaveri forbydes i USA, med vedtagelsen af den 13. tilføjelse til forfatningen
- 24. december - den racistiske bevægelse Ku Klux Klan bliver stiftet i Tennessee, USA

## Født
- 19. februar – Agnes Adler, dansk pianist (død 1935).
- 26. februar – Julius Petersen, dansk kemiker og professor (død 1931).
- 9. juni – Carl Nielsen, dansk komponist (død 1931).
- 13. juni – W. B. Yeats, irsk digter (død 1939).
- 28. august – Charlotte Wiehe, dansk skuespiller, balletdanser og sanger (død 1947).
- 1. oktober – Paul Dukas, fransk komponist (Troldmandens lærling) (død 1935).
- 2. november – Paul Olaf Bodding, norsk missionær og lingvist (død 1938)
- 2. november – Warren G. Harding, USA's 29. Præsident fra 1921. Hans embedsperiode huskes bedst for de mange skandaler og korruption. (død 1923 af hjerteanfald).
- 4. december – Edith Cavell, engelsk sygeplejerske under 1. verdenskrig (død 1915 ved henrettelse).
- 8. december – Jean Sibelius, finsk nationalkomponist ('Finlandia' og 'Valse Triste'). (død 1957).
- 20. december – Einar Holbøll, dansk postmester, julemærkets skaber. (død 1927).
- 30. december – Rudyard Kipling, forfatter til fx 'Junglebogen', fødes i Bombay. (død 1936).

## Dødsfald
- 16. maj – Anne Marie Mangor (Madam Mangor) kendt som kogebogsforfatterinde (født 1781).
- 21. maj – Christian Jürgensen Thomsen og sekretær i Oldsagskommissionen fra 1816. Han er manden bag inddelingen af oldtiden i stenalder, bronzealder og jernalder (født 1788).
- 15. april – Abraham Lincoln, USA's 16. præsident, blev myrdet i Ford's Theatre i Washington (født 1809).
- 26. april – John Wilkes Booth, skuespiller, snigmyrdede USA's præsident Abraham Lincoln (født 1838).
- 10. december - Leopold 1. af Belgien fra 1831 til sin død (født 1790).

## Musik
- 17. december – Uropførelse af Franz Schuberts 7. symfoni Den ufuldendte i Wien 37 år efter hans død.